# 东美曾氏番仔楼
东美曾氏番仔楼，位于中国福建省漳州市龙海区角美镇东美村墩上社，建于1911年，占地面积5300多平方米，建筑面积2627平方米，格局为五列三排。整体风格为中西合璧，前排古厝为闽南传统风格，中楼为南洋哥特式风格，后排为红砖骑楼，共计13栋、99间。
2019年10月7日，东美曾氏番仔楼公布为第八批全国重点文物保护单位。